# ۸۵۷ (میلادی)
۸۵۷ (میلادی) هشتصد و پنجاه و هفتمین سال تقویم میلادی است.

## درگذشتگان
‎